# 台北歌手
《台北歌手》，2018年客家電視台「客家劇場」系列之時代劇，以電視劇結合舞台劇的獨特表演形式，描述有「台灣第一才子」之稱的左派作家呂赫若的生平，莫子儀、黃姵嘉、楊小黎領銜主演。全劇共14集，於2018年4月2日首播，4月24日播畢。
《台北歌手》在第53屆金鐘獎中入圍11個獎項，最終贏得5個獎項，包括女主角、女配角、編劇、節目創新和燈光獎。此外該劇也入選2019世界公視大展，楊小黎則贏得了亞洲電視學院獎的女配角獎。

## 製作

### 改編

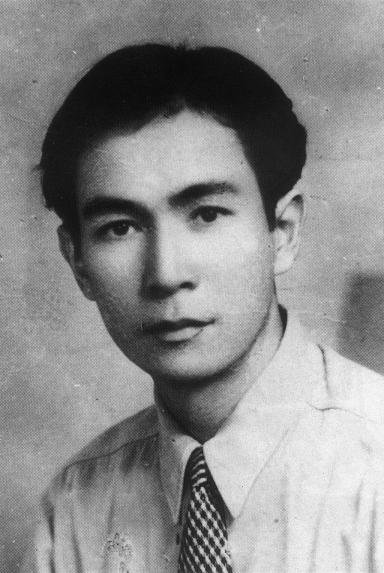
被譽為「台灣第一才子」的呂赫若。

呂赫若是活躍於台灣日治時期至戰後初期的客家籍小說家、劇作家、男高音及教師，於日治時期發表多篇現實主義作品，在二二八事件後轉向社會主義，並加入中國共產黨，最後因參與反抗行動而死於非命，加上他與妻子林雪絨和知己蘇玉蘭之間的情感糾葛，使他36歲的一生充滿張力，並被稱為「台灣第一才子」，而「台北歌手」則是國民黨列出的潛匪名單之中呂赫若的職業。製片陳南宏表示自己因為畢業自台灣文學研究所，一直都想改編台灣文學名家，但最初他想改編的是吳濁流的《亞細亞的孤兒》、宋澤萊的《打牛湳村》或《血色蝙蝠降臨的城市》，在談定要改編賴和的作品後，又因為賴和的作品不多，便先以呂赫若為主題，製作《台北歌手》。2016年，製作人高君亭和陳南宏參與客家電視台時代劇徵選案，以呂赫若作品及生平改編的《台北歌手》和賴和作品改編的《日據時代的十種生存法則》兩劇，取得總共25集、每集170萬元製作費的權利。和陳南宏有多年交情的導演樓一安表示，自己最早是在1990年代得知呂赫若的相關事蹟，認為呂赫若不但是有才華的左派革命家，死於非命一事也充滿傳奇色彩，且無論是他夾在兩個女性之間的矛盾，或夾在革命與文學創作之間的矛盾都充滿了戲劇性，可謂台灣版切·格瓦拉，如果只是將小說改編成電視劇，實在太過可惜，便以虛實交錯的手法呈現他的傳奇故事。

### 劇本與主題
樓一安讀過呂赫若的小說和日記後，認為他的認同矛盾錯亂：雖然他以細膩筆法呈現女性，但現實中又是沙文男性；而雖然他對日本有一定的認同，但又在〈牛車〉、〈暴風雨的故事〉中展現出對台灣的認同。樓一安表示，在改編劇本時加入了許多自己的詮釋，並希望彰顯當時台灣人認同的複雜情結。樓一安並提到製作《台北歌手》的重點之一，是透過1930年代至1940年代的左翼作家重新觀看台灣歷史，尤其是當時對共產黨的觀點。樓一安認為台灣人對共產黨的想像是很狹隘的，而自己正是想質問觀眾是否「真的知道共產黨、共產思想是什麼？」並希望讓更多人稍微知道左派的複雜歷史和意涵。
陳南宏認為，相較於全劇後半段裡呂赫若於革命理想和安穩家庭之間的掙扎，故事前期的衝突並不算大，而以舞台劇演繹小說作品能為故事加分。而由於二二八事件之後呂赫若便封筆，因此電視劇的最後幾集便無法以小說作為參考資料，只能以鹿窟基地案作為主題，並以採訪蘇玉蘭的女兒時蒐集到的資料潤色。由於史料上鄉民對他的化名眾說紛紜，樓一安表示自己已經盡力呈現最合理的詮釋。
關於劇名，陳南宏最初的提案是「左轉」，意指呂赫若的思想在1943年後逐漸左傾，但被電視台駁回，而最後定案的名稱「台北歌手」是樓一安發想，這是國民黨通緝呂赫若時，在通緝名單上對他的稱呼，事實上他並非台北人，也非歌手。樓一安指出，這一名稱符合自己希望訴說的「大家對左派或共產的誤解」，便以之為名。

### 劇中劇
《台北歌手》全劇除了描述呂赫若的生平，也結合呂赫若的九篇小說，以舞台劇的方式呈現在電視劇中，是台灣電視劇中相當罕見的創新手法，且主要演員皆一人分飾多角，也不避諱讓觀眾看到黑衣人。此種手法的主因是預算有限，客家電視台徵案時的預算是每集新台幣170萬元，陳南宏認為這對歷史劇而言絕對不足，不過也表示這屬於大環境的限制，沒有怪罪電視台。最後製作方想到以舞台劇的手法呈現，且每部劇中劇都有不同風格。

## 角色

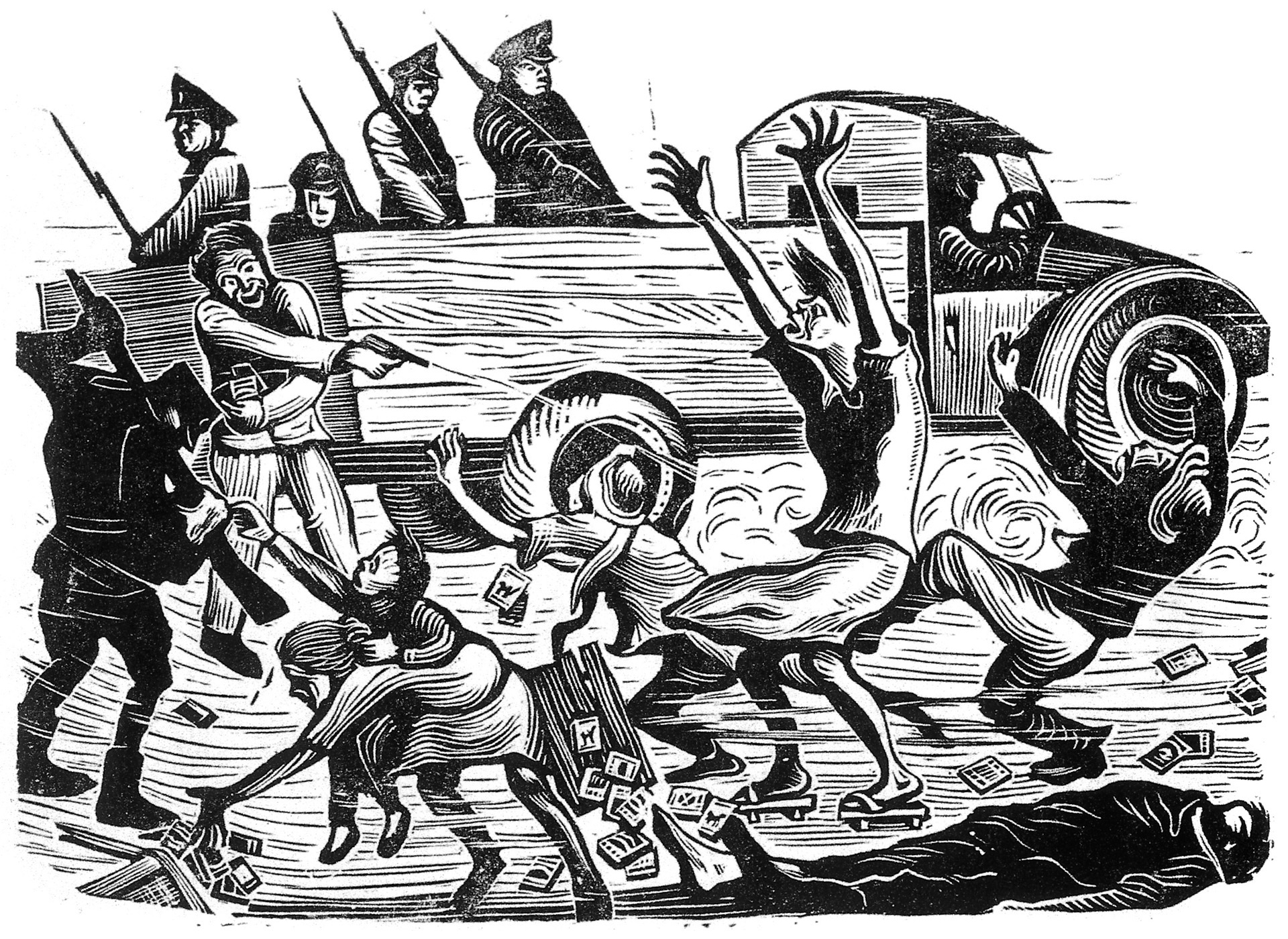
劇中描述了黃榮燦創作版畫《恐怖的檢查》的過程。

主角呂赫若由莫子儀飾演，這是他在2011年演出《醬園生》後再次演出客語劇，除了必須記住日語、台語和客語台詞，他還背下德語的聲樂歌詞，並與幕後代唱聲樂的聲樂教授鄧吉龍配合。此外，莫子儀並且未使用手部替身，而是每天練習六小時的鋼琴，記住劇中演出的鋼琴曲目的琴鍵位置，以求與後製完美契合，他也因此經常熬夜，為了詮釋形象憂鬱的呂赫若，他還研讀呂赫若的文學作品，並揣摩周旋於兩位女子之間的多變情緒。莫子儀認為這是他最困難的一次演出。除了呂赫若，莫子儀還在〈藍衣少女〉中飾演教師呂老師、在〈黃牛〉和〈暴風雨的故事〉中飾演農夫添丁、在〈一個獎〉中飾演農民水木、在〈清秋〉中飾演醫師耀勳。
黃姵嘉飾演的角色蘇玉蘭是呂赫若的紅粉知己。史料中對於蘇玉蘭的記載甚少，劇中她畢業於第三高女、家住萬華、與呂赫若於興行統制會社結識的設定和情節是取自史料，但其餘生平細節多屬虛構，部分改編自呂赫若的小說〈田園與女人〉，她也並未替呂赫若改編小說。雖然黃姵嘉在演出《出境事務所》時學過客語，但她拍攝此劇時將台詞仍是死記硬背，並充分運用任何休息時間熟記劇本，這齣作品也是黃姵嘉從影以來首次演出床戲、詮釋母親、懷孕和生產。除了蘇玉蘭，黃姵嘉還在〈藍衣少女〉中飾演清純女學生妙麗、在〈黃牛〉和〈暴風雨的故事〉中飾演個性粗鄙的農婦阿梅、在〈清秋〉和〈冬夜〉中飾演酒家女彩鳳。她以「味道」來區分這些角色，例如阿梅個性強悍，屬於辣；彩鳳會將心事悶在心中，屬於酸；妙麗天真無邪，屬於甜；蘇玉蘭身為第三者，屬於苦。黃姵嘉認為這非常有挑戰性，而樓一安則稱讚的表演很精準，尤其詮釋農婦阿梅時很放得開。
楊小黎飾演呂赫若的妻子林雪絨。除了照顧家庭，林雪絨還要面對丈夫在外另結新歡的困境，楊小黎認為她是非常努力且偉大的一位女性。在拍攝此劇期間，楊小黎同時要拍攝民視的《實習醫師鬥格》，經常每天只睡三個鐘頭。楊小黎原先不會說客家話，是以注音符號輔助、耗時兩個月才順利背誦劇本。雖然她對飾演母親頗具經驗，但其中一場戲裡的嬰兒難以安撫，只好換成假娃娃。樓一安對楊小黎的演技讚不絕口，並特別提到她在重拍的一場哭戲中，能精準到推軌至同一個定位時才將眼淚落下。
在主要角色之外，陳家逵飾演日治時期小說家張文環，另外還飾演好色的財主寶財、小農夫阿土、浙江商人郭欽明。樓一安表示自己創作完劇本後，便認為張文環這一角色不夠立體，便再與陳家逵討論呈現方式。高盟傑飾演新劇作家、社運人士宋非我，他在接演此劇前遭逢演藝事業低潮，失業將近一年，後來樓一安聽聞情況，決定再給他一次機會。廖苡喬飾演鹿港辜家成員辜顏碧霞，樓一安對她認真的態度印象深刻，並提到她會反覆練習劇中的日文台詞，主動向人請教與調整。
除上述角色，劇中提及的史實人物還包含文化運動支持者王井泉（蕭正偉飾）、劇作家簡國賢（彭浩秦飾）、劇作家林摶秋（徐宇霆飾）、音樂家呂泉生（邱德洋飾）、政治活動家蘇新（溫吉興飾）、教育家陳文彬（張哲豪飾）、臺灣省行政長官公署教育處副處長宋斐如（周明宇飾）、宋斐如之妻區嚴華（彭若萱飾）、版畫《恐怖的檢查》作者黃榮燦（汪禹丞飾）、農民運動家簡吉（莊益增飾）、政治人物王添灯（王聖一飾）、鹿窟基地領導者陳本江（謝國玄飾）等。

## 播出
《台北歌手》於2018年3月27日舉辦上映記者會，楊小黎和黃姵嘉出席了記者會，而莫子儀因為在日本拍攝電影，無法出席。《台北歌手》自2018年4月2日起，週一至週四晚間十點，於客家電視頻道及YouTube頻道同步播出。另外也在公視+、酷瞧 Coture、CHOCO TV - 追劇瘋、KKTV 難以抗劇、LiTV線上影視、LINE TV播出。

## 故事大綱
| 集數 | 首播日期      |
| --- | ------------- |
| 1 | 2018年4月2日  |
| 1943年，時年29歲的呂赫若為了維持一家大小的生計，不但在會社上班、寫布袋戲劇本、在台北公會堂演唱，還要寫自己的小說，忙得不可開交，他也藉著寫日記自勉自勵。呂赫若雇用了對新劇、文學和音樂都很有想法的蘇玉蘭，兩人和朋友們在王井泉經營的餐廳「山水亭」用餐，蘇玉蘭也被邀請演出戲劇，呂赫若便向她提起自己所寫的〈藍衣少女〉。 〈藍衣少女〉的背景為1934年一座民風純樸的新竹村落。呂老師畫了呂學生妙麗的肖像，村民斥責他不倫不類。在校長逼迫下，呂老師向權貴屈服，並在之後和妙麗爭執。           |               |
| 2 | 2018年4月3日  |
| 儘管呂赫若在〈藍衣少女〉中謳歌自由戀愛，但他其實是奉命成婚，不但對元配林雪絨心存不滿，也對養兒育女深感力不從心。呂赫若讓蘇玉蘭改編自己寫的〈牛車〉，兩人私下也有交流，使呂赫若漸漸對這位才女產生好感。〈牛車〉背景為1930年代，經濟大恐慌下的新竹村莊，添丁和阿梅是對窮夫婦，雖然會為家計相互爭吵，但兩人都認同家境貧困是因為跟不上時代變遷，並對此無奈嘆息。 |               |
| 3 | 2018年4月4日  |
| 在〈牛車〉中，添丁牽著牛車四處謀生，但客戶都嫌牛車過時，只有老鄰居願意和他做生意。在運貨時，他的夥伴慫恿怯懦的他反抗日本人訂下的規矩，之後他遇見打劫維生的舊友林仔，林仔得意地聲稱偷竊可以吃免費的牢飯，並提到地主寶財家裡有把價值不斐的武士刀。添丁夫婦向寶財懇求幫助，寶財卻貪圖阿梅的美色，阿梅起初氣憤難平，但為了掙口飯吃，仍選擇到大埔尾賣淫。 |               |
| 4 | 2018年4月5日  |
| 在〈牛車〉中，阿梅起初哭著賣淫，在前輩為她梳妝打扮，並教她如何討好男人後，她開始被客人指名。雖然孩子吃到了白米飯，但阿梅的精神也逐漸崩潰，添丁試著安慰妻子，想和她同甘共苦。日本巡查發現添丁違法乘坐牛車車台，開出的罰單讓添丁無法承擔，添丁只能鋌而走險，到寶財家偷了兩隻鵝，但隨即遭到逮捕。 呂赫若以文章〈財子壽〉獲獎，剛出獄的蘇新在坐牢期間讀過〈牛車〉，相當看好這位青年。 |               |
| 5 | 2018年4月9日  |
| 因病住院一個多月的林雪絨出院後悶悶不樂，她知道丈夫對自己不忠，便有意帶孩子回台中靜養。呂赫若認為自己該多疼惜妻子，並帶她參加辜顏碧霞舉辦的文學沙龍，但他仍和蘇玉蘭發展出婚外情，兩人不但暢談文學，也享受床笫之歡。 蘇玉蘭改編呂赫若所寫的〈暴風雨的故事〉，情節接續〈牛車〉，添丁被打成瘸子後遭到監禁，阿梅向寶財租一甲地，被寶財乘機強姦。添丁在獄中向囚犯向被囚的學者求教，出獄後下田耕作，打算送兒子入公學校讀書，期望他未來成為醫師或老師，然而暴風雨卻將稻作淹壞，摧毀了他們的希望。 |               |
| 6 | 2018年4月10日 |
| 在〈暴風雨的故事〉中，添丁為了繳租金給寶財，想拿家豬抵債，阿梅憤而持刀要殺寶財，反而被寶財奪刀威脅，而寶財的兒子誤殺添丁養的雞，添丁也只能忍氣吞聲。阿梅氣丈夫沒有出息，但她別無他法，只有穿上紅衣懸樑自盡，期盼化為厲鬼找寶財雪恨。添丁發現阿梅過世後也持刀找寶財報仇，並在進入他的宅邸後，改拿用他的武士刀將他斬殺。 1944年，呂赫若的女兒罹患腦炎而死，使他和林雪絨的裂痕漸大，而他也因過度悲傷，要求暫時和蘇玉蘭暫時分開，令蘇玉蘭暗自流淚。                                           |               |
| 7 | 2018年4月11日 |
| 蘇玉蘭是伯煙家的童養媳，但伯煙到東京學醫時另結新歡，和讀藥專的麗卿訂婚，他寫信希望玉蘭尋找自己的幸福。玉蘭為了不造成娘家負擔，於夜裡離家獨立生活，而妹妹兩年後也隨她腳步，到王井泉經營的餐廳做女侍。蘇玉蘭懷有身孕，呂赫若承諾會負起責任，並表示會給蘇玉蘭她所渴望的愛情，呂赫若還建議蘇玉蘭辭職養胎，也可躲避米國的軍機空襲。 |               |
| 8 | 2018年4月12日 |
| 為了養家餬口，呂赫若開始在日日新報報社工作，並四處教合唱團唱歌。蘇新屢遭政府關切，只能養兔子避風頭，但他仍乘機將美國的軍情動向告訴呂赫若，呂赫若判斷日本帝國將亡，並持續暗中撰寫不合國策的文章，企盼有朝一日能夠發表。呂赫若嫁出去的表妹翠竹在夫家遭受委屈，離婚不成便投水自盡，呂赫若把她救回後，才知道她渴望自由戀愛。 |               |
| 9 | 2018年4月16日 |
| 1945年，台北大空襲期間，呂赫若和蘇玉蘭在萬華避難，向她訴說了自己寫的故事〈一個獎〉，故事描述台中潭子的平民水木在田裡發現一枚美軍炸彈，在確認炸彈為啞彈後，將其上繳至派出所，但仍被打個半死。 呂赫若還提到自己以前寫的〈清秋〉，描述在台灣實施徵兵制的1943年，從日本歸來的醫師謝耀勳重新找到自我認同的過程。耀勳的弟弟耀東決定到馬來服務，而他則志願在家鄉行醫，並對唯利是圖又改了日本姓的醫師江本海心存不滿，含蓄地展現對皇民化運動的反抗。                                               |               |
| 10 | 2018年4月17日 |
| 在〈清秋〉中，謝家收回租給小吃店的店面，但耀勳的開業許可遲遲下不來，在和弟弟的交談中，他發現台灣人可能永遠無法得到日本人信任，但因為局勢所迫，他並沒有別的選擇。 在日本宣布無條件投降，國民政府接管台灣後，蘇新介紹他的友人給呂赫若和蘇玉蘭認識，包括學者陳文彬、教育處副處長宋斐如、宋斐如的妻子區嚴華。呂赫若開始學習中華民國國語和三民主義，但仍不清楚政府的政策。 |               |
| 11 | 2018年4月18日 |
| 呂赫若對台灣戰後社會情況深感不滿，更為米價高漲所苦，他和宋斐如、蘇新討論後，決議開辦《人民導報》，刊登左派社論為民喉舌。為了應付兩個家庭的支出，他向辜顏碧霞借錢、還向朋友借米應急。為了調查高雄農民抗爭，呂赫若和簡吉一同南下採訪，回北部後又見到警方查緝私菸時對民人施暴。 |               |
| 12 | 2018年4月19日 |
| 呂赫若採訪酒家女，寫下〈冬夜〉。故事背景為1946年淡水，彩鳳的丈夫被徵調到呂宋當兵，她迫於經濟只好到酒家上班，在得知丈夫凶多吉少後，委身不斷威逼自己的酒客郭欽明。但不到三個月，郭欽明染上性病後傳染給彩鳳，並因彩鳳又去酒家上班而休妻。彩鳳為了生計回到老本行，持續遭遇不幸，命運如同顛沛流離的台灣。 1947年2月27日，賣私菸的婦人被查緝員打傷，市民遭到誤殺，激起群眾長期累積的憤怒，引發罷工和抗議遊行。                                                                                  |               |
| 13 | 2018年4月23日 |
| 民間知識份子試圖和政府談判，要求政治改革，而政府並未停止武力鎮壓，許多居民遭到逮捕或槍斃。呂赫若感嘆自己無力改變情勢，或許該安份執教。1948年，呂赫若停止創作和教書，賣掉祖厝改開設印版所，表面上印樂譜，暗中印《光明報》。為了改變社會，呂赫若加入了中國共產黨，期盼解放台灣。林雪絨對丈夫的劇變深感痛心，蘇玉蘭和辜顏碧霞也都希望他能繼續寫作。 |               |
| 14 | 2018年4月24日 |
| 印版所遭到查緝，蘇玉蘭勸呂赫若到沖繩避難，但呂赫若持續在鹿窟基地活動。呂赫若和妻兒告別後，在辜顏碧霞的幫助下逃亡，但他的本名已經曝光，腿部也已中彈，可謂走投無路。在臺灣省保安司令部通令列出的「尚未自首之潛匪名單」中，呂赫若的職業是「台北歌手」，而政府認定他最終遭蛇咬死，不過也有傳聞認為他並未被捕，而是隱居海外，下落成謎。 |               |

## 音樂
| 曲序 | 曲目                         |                    | 作曲                   | 演唱／演奏                                       |
| ---- | ---------------------------- | ------------------ | ---------------------- | ------------------------------------------------ |
| 1.   | 時代輓歌（片頭曲）           |                    | 羅恩妮                 | 羅恩妮（鋼琴）、黃郁婷（小提琴）、聶子旂（小號） |
| 2.   | 冬夜（片尾曲）               | 樓一安、謝國玄     | 羅恩妮                 | 毛恩足                                           |
| 3.   | 撐船調                       |                    |                        | 邱德洋                                           |
| 4.   | 採茶歌                       |                    |                        | 邱德洋、莫子儀                                   |
| 5.   | 十朝歌                       |                    |                        | 邱德洋                                           |
| 6.   | 聖母頌                       | 亞當·史托克（Adam Storck）    | 法蘭茲·舒伯特          | 鄧吉龍（演唱）、羅恩妮（鋼琴）、羅恩妮（曼陀鈴） |
| 7.   | 生番子守唄                   | 江文也             | 江文也                 | 鄧吉龍（演唱）、羅恩妮（鋼琴）                   |
| 8.   | 小夜曲                       | 嘉布蕾·凡·鮑姆伯格 | 法蘭茲·舒伯特          | 鄧吉龍（演唱）、羅恩妮（鋼琴）                   |
| 9.   | 丟丟銅仔                     | 佚名               | 佚名                   | 長榮中學合唱團                                   |
| 10.  | 一隻鳥仔哮啾啾               | 佚名               | 佚名                   | 鄧吉龍（演唱）、羅恩妮（曼陀鈴）                 |
| 11.  | 三首裸體歌舞                 |                    | 艾瑞克·薩提            | 羅恩妮（鋼琴）                                   |
| 12.  | 當我聽到那歌聲（詩人之戀）   | 克里斯欽·海涅      | 羅伯特·舒曼            | 鄧吉龍（演唱）、羅恩妮（鋼琴）                   |
| 13.  | 請到窗邊來（唐·喬凡尼）      | 洛倫佐·達·彭特     | 沃夫岡·阿瑪迪斯·莫札特 | 鄧吉龍（演唱）、羅恩妮（鋼琴）                   |
| 14.  | 夢幻曲（兒時情景）           |                    | 羅伯特·舒曼            | 羅恩妮（鋼琴）                                   |
| 15.  | 奉獻                         | 弗里卓克·呂克特    | 羅伯特·舒曼            | 鄧吉龍（演唱）、羅恩妮（鋼琴）                   |
| 16.  | 月有情                       |                    |                        | 彭勝城（演唱、二胡）                             |
| 17.  | 葬禮進行曲                   |                    | 費德里克·蕭邦          | 羅恩妮（鋼琴）、蘇孟風（吉他）                   |
| 18.  | 晚安（冬之旅）               | 威廉·米勒          | 法蘭茲·舒伯特          | 鄧吉龍（演唱）、羅恩妮（鋼琴）                   |
| 19.  | 快樂頌（貝多芬第九號交響曲） | 弗里德里希·席勒    | 貝多芬                 |                                                  |
| 20.  | 唐懷瑟序曲                   |                    | 威廉·理察·華格納       | NSO國家交響樂團                                  |
| 21.  | 台灣舞曲                     |                    | 江文也                 | 曾紹雯（鋼琴）                                   |
| 22.  | 異國他鄉（兒時情景）         |                    | 羅伯特·舒曼            | 羅恩妮（鋼琴）                                   |
| 23.  | 奇怪的故事（兒時情景）       |                    | 羅伯特·舒曼            | 羅恩妮（鋼琴）                                   |
| 24.  | 魔王                         | 約翰·歌德          | 法蘭茲·舒伯特          | 鄧吉龍（演唱）、羅恩妮（鋼琴）                   |
| 25.  | 雨滴（蕭邦第15號前奏曲）     |                    | 費德里克·蕭邦          | 羅恩妮（鋼琴）                                   |
| 26.  | 窒息（蕭邦第4號前奏曲）      |                    | 費德里克·蕭邦          | 羅恩妮（鋼琴）                                   |
| 27.  | 藍色多瑙河                   |                    | 小約翰·史特勞斯        |                                                  |
| 28.  | 棕髮少女                     |                    | 克勞德·德布西          | 黃郁婷（小提琴）、羅恩妮（鋼琴）                 |
| 29.  | 大樂隊鄉愁                   |                    | 傑克·沃登邁爾（Jack Waldenmaier）      |                                                  |
| 30.  | 教我如何不想她               | 劉半農             | 趙元任                 | 鄧吉龍（演唱）、陳毓賢（鋼琴）                   |

## 迴響

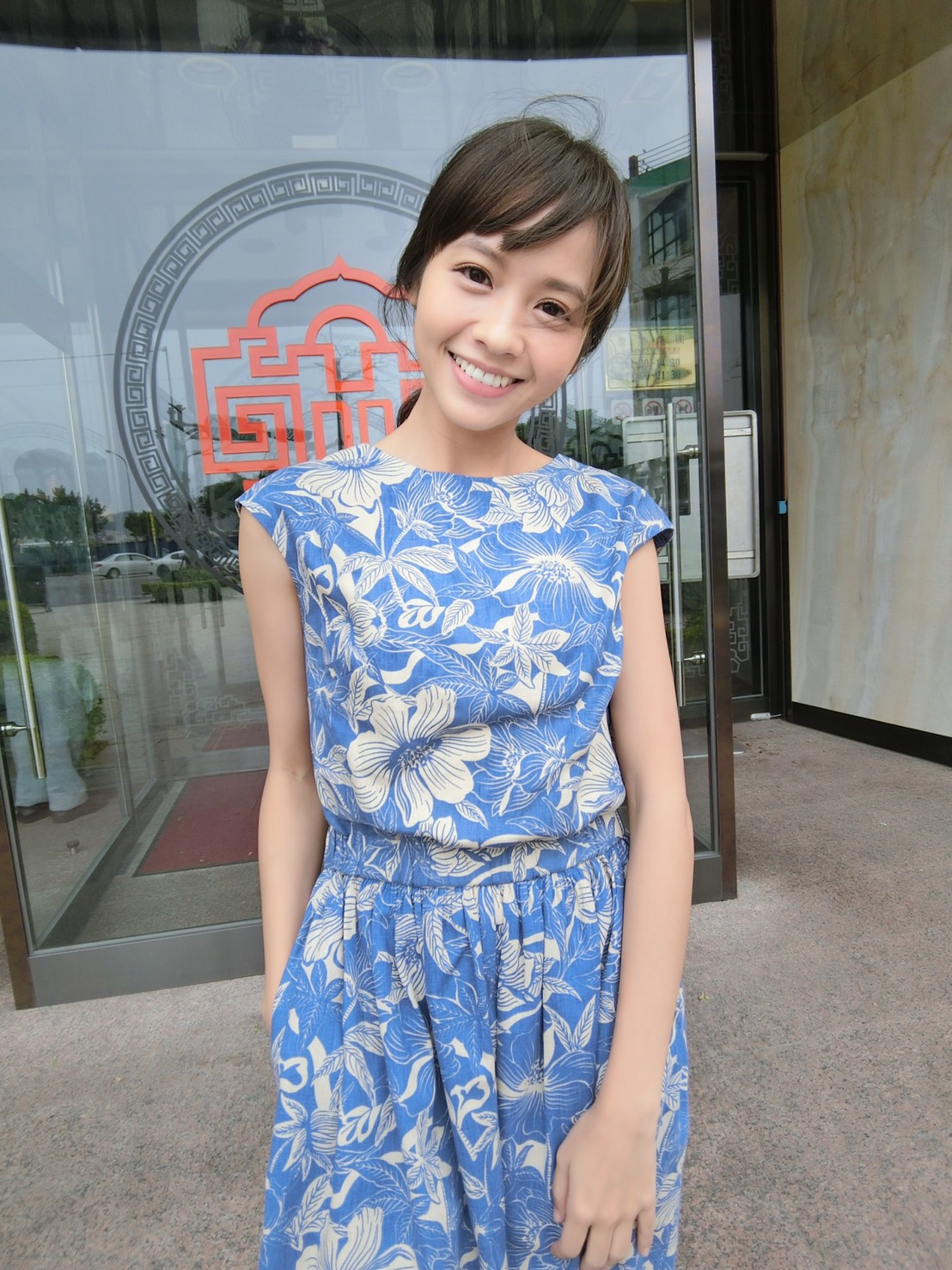
黃姵嘉憑藉此劇贏得金鐘獎女主角獎。

《台北歌手》在第53屆金鐘獎中入圍11個獎項，包括戲劇節目獎、戲劇節目導演獎、戲劇節目編劇獎、戲劇節目男主角獎、戲劇節目女主角獎、戲劇節目男配角獎、戲劇節目女配角獎、戲劇節目新進演員獎、燈光獎、美術設計獎和節目創新獎，入圍的獎項數量僅次於《他們在畢業的前一天爆炸2》，和《植劇場－花甲男孩轉大人》並列。其中特別被看好得獎的包括男主角獎和女主角獎，投身戲劇多年的陳家逵則是首次入圍，而莫子儀最希望樓一安得獎，因為導演得獎可以概括一切。以演出《麻醉風暴2》入圍同屆金鐘獎戲劇節目男主角獎的演員黃健瑋認為，《台北歌手》的製作完整，類型大膽，題材具有一貫性，並認為該劇比《麻醉風暴2》更應該拿下戲劇節目獎。
全劇最終贏得5個獎項，為女主角、女配角、編劇、節目創新和燈光獎，其中黃姵嘉和楊小黎都是首次奪得金鐘獎，童星出道的楊小黎在獲獎感言中表示，自己已經不再是小童星，並宣稱自己是真正的演員；獲得燈光獎的陳冠廷則感謝劇組和師傅，這是他在2008年入圍第43屆金鐘獎後，睽違十年再次入圍並首次得獎。
雖然莫子儀的得獎呼聲很高，但該屆的最佳男主角獎是由演出《花甲男孩轉大人》的盧廣仲獲得。樓一安對此感到不平，他認為呂赫若這個角色的厚度、深度、難度都非常高，台灣沒有多少演員能做到，但莫子儀可以做到，聲稱評審欠莫子儀一個公道。莫子儀則表示每年的評審各有所好，而自己能入圍就已經很感謝，也稱讚盧廣仲的表演。楊小黎認為自己和黃姵嘉之所以能得獎，要歸功於莫子儀，而樓一安也贊同這個說法。
在獲獎之後，陳南宏受邀回到母校國立彰化高中，和學長林君陽（《我們與惡的距離》導演）於講座中分享經驗。
除了金鐘獎以外，《台北歌手》也入選2019世界公視大展，楊小黎則贏得了亞洲電視學院獎的女配角獎，是該屆中唯一得獎的台灣人。
| 年份   | 頒獎典禮     | 獎項               | 入圍者                         | 角色   | 結果 |
| ------ | ------------ | ------------------ | ------------------------------ | ------ | ---- |
| 2018年 | 第53屆金鐘獎 | 戲劇節目獎         | 台北歌手                       | 不適用 | 提名 |
| 2018年 | 第53屆金鐘獎 | 戲劇節目導演獎     | 樓一安                         | 不適用 | 提名 |
| 2018年 | 第53屆金鐘獎 | 戲劇節目編劇獎     | 樓一安、莫子儀                 | 不適用 | 獲獎 |
| 2018年 | 第53屆金鐘獎 | 戲劇節目男主角獎   | 莫子儀                         | 呂赫若 | 提名 |
| 2018年 | 第53屆金鐘獎 | 戲劇節目女主角獎   | 黃姵嘉                         | 蘇玉蘭 | 獲獎 |
| 2018年 | 第53屆金鐘獎 | 戲劇節目男配角獎   | 陳家逵                         | 張文環 | 提名 |
| 2018年 | 第53屆金鐘獎 | 戲劇節目女配角獎   | 楊小黎                         | 林雪絨 | 獲獎 |
| 2018年 | 第53屆金鐘獎 | 戲劇節目新進演員獎 | 彭若萱                         | 區嚴華 | 提名 |
| 2018年 | 第53屆金鐘獎 | 燈光獎             | 陳冠廷                         | 不適用 | 獲獎 |
| 2018年 | 第53屆金鐘獎 | 美術設計獎         | 陳嘉晟、柯德峰、陳憶玲、劉宴伶 | 不適用 | 提名 |
| 2018年 | 第53屆金鐘獎 | 節目創新獎         | 台北歌手                       | 不適用 | 獲獎 |

## 註解
1. ↑  於中山藏藝所取景[6]

## 外部連結
- 台北歌手的Facebook專頁
- 互联网电影数据库（IMDb）上《台北歌手》的资料（英文）